# Шелдон Сурей
Шелдон Сурей (англ. Sheldon Souray, нар. 13 липня 1976, Елк-Пойнт) — колишній канадський хокеїст, що грав на позиції захисника. Грав за збірну команду Канади.
Провів понад 700 матчів у Національній хокейній лізі. 

## Ігрова кар'єра
Хокейну кар'єру розпочав 1992 року в ЗХЛ.
1994 року був обраний на драфті НХЛ під 71-м загальним номером командою «Нью-Джерсі Девілс». 
Протягом професійної клубної ігрової кар'єри, що тривала 19 років, захищав кольори команд «Нью-Джерсі Девілс», «Монреаль Канадієнс», «Едмонтон Ойлерс», «Даллас Старс» та «Анагайм Дакс».
У 2009 встановив новий рекорд швидкості кидка 106,7 миль/год, побивши попередні Чеда Кілгера і Шона Гайнса.
Загалом провів 798 матчів у НХЛ, включаючи 40 ігор плей-оф Кубка Стенлі.
Виступав за збірну Канади, провів 9 ігор в її складі.

## Нагороди та досягнення
- Учасник матчу усіх зірок НХЛ — 2004, 2007, 2009.

## Статистика

### Клубні виступи
| Сезон        | Клуб                  | Ліга         | Регулярний сезон | Регулярний сезон | Регулярний сезон | Регулярний сезон | Регулярний сезон | Плей-оф | Плей-оф | Плей-оф | Плей-оф | Плей-оф |
| Сезон        | Клуб                  | Ліга         | І                | Г                | П                | О                | ШХ               | І       | Г       | П       | О       | ШХ      |
| ------------ | --------------------- | ------------ | ---------------- | ---------------- | ---------------- | ---------------- | ---------------- | ------- | ------- | ------- | ------- | ------- |
| 1992–93      | «Трай-Сіті Американс» | ЗХЛ          | 2                | 0                | 0                | 0                | 0                | —       | —       | —       | —       | —       |
| 1993–94      | «Трай-Сіті Американс» | ЗХЛ          | 42               | 3                | 6                | 9                | 122              | —       | —       | —       | —       | —       |
| 1994–95      | «Трай-Сіті Американс» | ЗХЛ          | 40               | 2                | 24               | 26               | 140              | —       | —       | —       | —       | —       |
| 1994–95      | «Прінс-Джордж Кугарс» | ЗХЛ          | 11               | 2                | 3                | 5                | 23               | —       | —       | —       | —       | —       |
| 1994–95      | «Олбані Рівер-Ретс»   | АХЛ          | 7                | 0                | 2                | 2                | 8                | —       | —       | —       | —       | —       |
| 1995–96      | «Прінс-Джордж Кугарс» | ЗХЛ          | 32               | 9                | 18               | 27               | 91               | —       | —       | —       | —       | —       |
| 1995–96      | «Келона Рокетс»       | ЗХЛ          | 27               | 7                | 20               | 27               | 94               | 6       | 0       | 5       | 5       | 2       |
| 1995–96      | «Олбані Рівер-Ретс»   | АХЛ          | 6                | 0                | 2                | 2                | 12               | 4       | 0       | 1       | 1       | 4       |
| 1996–97      | «Олбані Рівер-Ретс»   | АХЛ          | 70               | 2                | 11               | 13               | 160              | 16      | 2       | 3       | 5       | 47      |
| 1997–98      | «Олбані Рівер-Ретс»   | АХЛ          | 6                | 0                | 0                | 0                | 8                | —       | —       | —       | —       | —       |
| 1997–98      | «Нью-Джерсі Девілс»   | НХЛ          | 60               | 3                | 7                | 10               | 85               | 3       | 0       | 1       | 1       | 2       |
| 1998–99      | «Нью-Джерсі Девілс»   | НХЛ          | 70               | 1                | 7                | 8                | 110              | 2       | 0       | 1       | 1       | 0       |
| 1999–00      | «Нью-Джерсі Девілс»   | НХЛ          | 52               | 0                | 8                | 8                | 70               | —       | —       | —       | —       | —       |
| 1999–00      | «Монреаль Канадієнс»  | НХЛ          | 19               | 3                | 0                | 3                | 44               | —       | —       | —       | —       | —       |
| 2000–01      | «Монреаль Канадієнс»  | НХЛ          | 52               | 3                | 8                | 11               | 95               | —       | —       | —       | —       | —       |
| 2001–02      | «Монреаль Канадієнс»  | НХЛ          | 34               | 3                | 5                | 8                | 62               | 12      | 0       | 1       | 1       | 16      |
| 2003–04      | «Монреаль Канадієнс»  | НХЛ          | 63               | 15               | 20               | 35               | 104              | 11      | 0       | 2       | 2       | 39      |
| 2004–05      | «Фер'єстад»           | Елітсерія    | 39               | 9                | 8                | 17               | 117              | 15      | 1       | 6       | 7       | 77      |
| 2005–06      | «Монреаль Канадієнс»  | НХЛ          | 75               | 12               | 27               | 39               | 116              | 6       | 3       | 2       | 5       | 8       |
| 2006–07      | «Монреаль Канадієнс»  | НХЛ          | 81               | 26               | 38               | 64               | 135              | —       | —       | —       | —       | —       |
| 2007–08      | «Едмонтон Ойлерс»     | НХЛ          | 26               | 3                | 7                | 10               | 36               | —       | —       | —       | —       | —       |
| 2008–09      | «Едмонтон Ойлерс»     | НХЛ          | 81               | 23               | 30               | 53               | 98               | —       | —       | —       | —       | —       |
| 2009–10      | «Едмонтон Ойлерс»     | НХЛ          | 37               | 4                | 9                | 13               | 65               | —       | —       | —       | —       | —       |
| 2010–11      | «Герші Берс»          | АХЛ          | 40               | 4                | 15               | 19               | 85               | 6       | 1       | 1       | 2       | 16      |
| 2011–12      | «Даллас Старс»        | НХЛ          | 64               | 6                | 15               | 21               | 73               | —       | —       | —       | —       | —       |
| 2012–13      | «Анагайм Дакс»        | НХЛ          | 44               | 7                | 10               | 17               | 52               | 6       | 0       | 1       | 1       | 4       |
| Усього в НХЛ | Усього в НХЛ          | Усього в НХЛ | 758              | 109              | 191              | 300              | 1145             | 40      | 3       | 8       | 11      | 69      |

### Збірна
| Рік                | Команда            | Турнір             | Місце              | І | Г | П | О | ШХ |
| ------------------ | ------------------ | ------------------ | ------------------ | - | - | - | - | -- |
| 2005               | Канада             | ЧС                 | 2                  | 9 | 1 | 1 | 2 | 6  |
| Національна збірна | Національна збірна | Національна збірна | Національна збірна | 9 | 1 | 1 | 2 | 6  |